# Gare de Ganddal
La gare de Ganddal est une gare ferroviaire de la Jærbanen, située dans la commune de Sandnes.

## Situation ferroviaire
Située à 22.5 m d'altitude, la gare se situe à 18.49 km de Stavanger.

## Histoire
La gare fut ouverte en 1878 sous le nom Høiland stasjon au moment de l'ouverture de la ligne.
De 1924 à 1988, la gare fut également un terminus de la ligne d'Ålgård.

## Service des voyageurs

### Accueil
La gare n'a ni salle d'attente, ni guichet ou automate.

### Desserte
Ganddal est desservi par des trains locaux en direction d'Egersund et de Stavanger

### Intermodalité
La gare a un parking de 30 places.

## Ligne de Jær
| Origine  | Arrêt précédent | Train | Train         | Train | Arrêt suivant | Destination |
| -------- | --------------- | ----- | ------------- | ----- | ------------- | ----------- |
| Egersund | Øksnevadporten  |       | [Non indiqué] |       | Sandnes       | Stavanger   |

## Terminal de fret de Ganddal

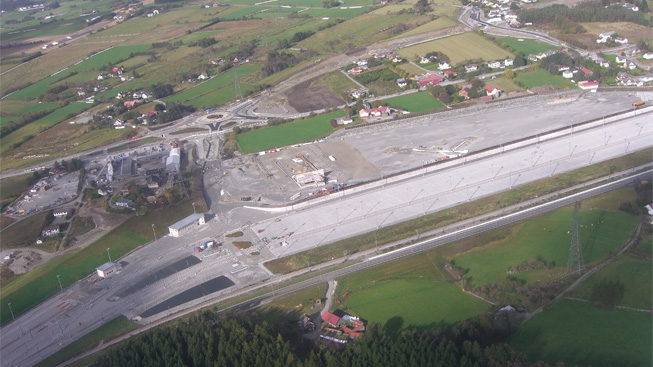
Construction du terminal Photo : J. Ådnanes

58° 48′ 46,35″ N, 5° 42′ 10,102″ E

### Situation géographique
Le terminal de fret de Ganddal (ou chantier intermodal) se situe à mi-distance entre les gares de Øksnavadporten et la gare de Ganddal. Il mesure 2 km de long.

### Histoire
Dans les années 70, il était déjà question de construire un nouveau terminal de fret. En 1996, la commune a rédigé un plan de construction qui fut avalisé en 2001.
La construction a débuté en décembre 2005 et fut achevée en novembre 2007. Tous fut transféré de l'ancien terminal de Paradis le week-end avant l'ouverture qui eut lieu le 2 janvier 2008.
Le coût du terminal fut estimée à 458 millions de NOK (environ 57 millions d'euros).
Le terminal est le deuxième en importance de Norvège après celui d'Alnabru. Ces deux terminaux sont des terminaux de transport combiné.